# Brad Pirioua
Brad Pirioua (Lagny-sur-Marne, 6 marzo 2000) è un calciatore francese naturalizzato centrafricano, centrocampista del Deportivo Marítimo e della nazionale centrafricana.

## Carriera

### Nazionale
Il 16 novembre 2021 ha esordito con la nazionale centrafricana giocando l'incontro perso 2-1 contro la Liberia, valido per le qualificazioni al campionato mondiale di calcio 2022.

## Statistiche

### Presenze e reti nei club
Statistiche aggiornate al 24 gennaio 2023.
| Stagione        | Squadra          | Campionato      | Campionato | Campionato | Coppe nazionali | Coppe nazionali | Coppe nazionali | Coppe continentali | Coppe continentali | Coppe continentali | Altre coppe | Altre coppe | Altre coppe | Totale | Totale |
| Stagione        | Squadra          | Comp            | Pres       | Reti       | Comp            | Pres            | Reti            | Comp               | Pres               | Reti               | Comp        | Pres        | Reti        | Pres   | Reti   |
| --------------- | ---------------- | --------------- | ---------- | ---------- | --------------- | --------------- | --------------- | ------------------ | ------------------ | ------------------ | ----------- | ----------- | ----------- | ------ | ------ |
| 2020-2021       | USM Montargis    | N3              | 5          | 0          |                 | -               | -               |                    | -                  | -                  |             | -           | -           | 5      | 0      |
| 2021-gen. 2022  | Atlético Porcuna | TDR             | 14         | 1          |                 | -               | -               |                    | -                  | -                  |             | -           | -           | 14     | 1      |
| gen.-giu. 2022  | Los Garres       | TDR             | 15         | 1          |                 | -               | -               |                    | -                  | -                  |             | -           | -           | 15     | 1      |
| 2022-2023       | Aubagne          | N2              | 11         | 0          | CF              | 3               | 1               |                    | -                  | -                  |             | -           | -           | 14     | 1      |
| Totale carriera | Totale carriera  | Totale carriera | 45         | 2          |                 | 3               | 1               |                    | -                  | -                  |             | -           | -           | 48     | 3      |

### Cronologia presenze e reti in nazionale
| Cronologia completa delle presenze e delle reti in nazionale ― Rep. Centrafricana | Cronologia completa delle presenze e delle reti in nazionale ― Rep. Centrafricana | Cronologia completa delle presenze e delle reti in nazionale ― Rep. Centrafricana | Cronologia completa delle presenze e delle reti in nazionale ― Rep. Centrafricana | Cronologia completa delle presenze e delle reti in nazionale ― Rep. Centrafricana | Cronologia completa delle presenze e delle reti in nazionale ― Rep. Centrafricana | Cronologia completa delle presenze e delle reti in nazionale ― Rep. Centrafricana | Cronologia completa delle presenze e delle reti in nazionale ― Rep. Centrafricana |
| Data                                                                              | Città                                                                             | In casa                                                                           | Risultato                                                                         | Ospiti                                                                            | Competizione                                                                      | Reti                                                                              | Note                                                                              |
| --------------------------------------------------------------------------------- | --------------------------------------------------------------------------------- | --------------------------------------------------------------------------------- | --------------------------------------------------------------------------------- | --------------------------------------------------------------------------------- | --------------------------------------------------------------------------------- | --------------------------------------------------------------------------------- | --------------------------------------------------------------------------------- |
| 16-11-2021                                                                        | Tangeri                                                                           | Liberia                                                                           | 3 – 1                                                                             | Rep. Centrafricana                                                                | Qual. Mondiali 2022                                                               | -                                                                                 | 34’                                                                               |
| 23-3-2022                                                                         | Dar es Salaam                                                                     | Tanzania                                                                          | 3 – 1                                                                             | Rep. Centrafricana                                                                | Amichevole                                                                        | -                                                                                 | 60’                                                                               |
| 26-3-2022                                                                         | Dar es Salaam                                                                     | Rep. Centrafricana                                                                | 0 – 0                                                                             | Sudan                                                                             | Amichevole                                                                        | -                                                                                 | 46’ 51’                                                                           |
| 1-6-2022                                                                          | Talatona                                                                          | Angola                                                                            | 2 – 1                                                                             | Rep. Centrafricana                                                                | Qual. Coppa d'Africa 2023                                                         | -                                                                                 | 46’                                                                               |
| 5-6-2022                                                                          | Talatona                                                                          | Rep. Centrafricana                                                                | 1 – 1                                                                             | Ghana                                                                             | Qual. Coppa d'Africa 2023                                                         | -                                                                                 |                                                                                   |
| 27-3-2023                                                                         | Douala                                                                            | Rep. Centrafricana                                                                | 2 – 0                                                                             | Madagascar                                                                        | Qual. Coppa d'Africa 2023                                                         | -                                                                                 | 44’ 45’                                                                           |
| 17-6-2023                                                                         | Douala                                                                            | Rep. Centrafricana                                                                | 1 – 2                                                                             | Angola                                                                            | Qual. Coppa d'Africa 2023                                                         | -                                                                                 | 58’ 75’                                                                           |
| 7-9-2023                                                                          | Kumasi                                                                            | Ghana                                                                             | 2 – 1                                                                             | Rep. Centrafricana                                                                | Qual. Coppa d'Africa 2023                                                         | -                                                                                 | 24’ 83’                                                                           |
| 20-11-2023                                                                        | Bamako                                                                            | Mali                                                                              | 1 – 1                                                                             | Rep. Centrafricana                                                                | Qual. Mondiali 2026                                                               | -                                                                                 | 40’                                                                               |
| 22-3-2024                                                                         | Colombo                                                                           | Rep. Centrafricana                                                                | 6 – 0                                                                             | Bhutan                                                                            | Amichevole                                                                        | -                                                                                 |                                                                                   |
| 5-6-2024                                                                          | Oujda                                                                             | Rep. Centrafricana                                                                | 1 – 0                                                                             | Ciad                                                                              | Qual. Mondiali 2026                                                               | -                                                                                 |                                                                                   |
| 25-3-2024                                                                         | Colombo                                                                           | Rep. Centrafricana                                                                | 4 – 0                                                                             | Papua Nuova Guinea                                                                | Amichevole                                                                        | -                                                                                 | 46’                                                                               |
| 10-6-2024                                                                         | Kumasi                                                                            | Ghana                                                                             | 4 – 3                                                                             | Rep. Centrafricana                                                                | Qual. Mondiali 2026                                                               | -                                                                                 |                                                                                   |
| 12-10-2024                                                                        | Oujda                                                                             | Marocco                                                                           | 5 – 0                                                                             | Rep. Centrafricana                                                                | Qual. Coppa d'Africa 2025                                                         | -                                                                                 |                                                                                   |
| 15-10-2024                                                                        | Oujda                                                                             | Rep. Centrafricana                                                                | 0 – 4                                                                             | Marocco                                                                           | Qual. Coppa d'Africa 2025                                                         | -                                                                                 |                                                                                   |
| 18-11-2024                                                                        | Johannesburg                                                                      | Rep. Centrafricana                                                                | 0 – 1                                                                             | Gabon                                                                             | Qual. Coppa d'Africa 2025                                                         | -                                                                                 | 46’                                                                               |
| Totale                                                                            |                                                                                   | Presenze                                                                          | 16                                                                                |                                                                                   | Reti                                                                              | 0                                                                                 |                                                                                   |